# Mustang Sally
| Оценки критиков | Оценки критиков |
| Источник        | Оценка          |
| --------------- | --------------- |
| AllMusic        | Без оценки      |

«Mustang Sally» — песня, написанная Мэком Райсом. Он же её первый исполнитель. Издана в его исполнении она была в 1965 году.
На следующий год песню перепел Уилсон Пикетт, и в его версии она стала знаменитой.
В 2004 году журнал Rolling Stone поместил песню «Mustang Sally» в исполнении Уилсона Пикетта на 434 место своего списка «500 величайших песен всех времён». В списке 2011 года песня находится на 441 месте.